# Radmila
Radmila (Radomila) je ženské křestní jméno. Podle českého kalendáře má svátek 3. ledna.
Jméno Radmila je slovanského původu, je ženským protějškem jména Radomil. Znamená „rozradostňující, milá“. Někdy je dáváno do spojitosti s latinským jménem Gaudencia, které má podobný význam, radující se.

## Statistické údaje
Následující tabulka uvádí četnost jména v ČR a pořadí mezi ženskými jmény ve srovnání dvou roků, pro které jsou dostupné údaje MV ČR – lze z ní tedy vysledovat trend v užívání tohoto jména:
| Rok       | Četnost    | Pořadí     |
| 1999      | 4 809      | 115.       |
| 2002      | 4 790      | 117.       |
| 2016      | 4 491      | 229.       |
| Porovnání | o 318 méně | o 114 hůře |

Změna procentního zastoupení tohoto jména mezi žijícími ženami v ČR (tj. procentní změna se započítáním celkového úbytku žen v ČR za sledované tři roky) je +0,4%.

## Známé nositelky jména
- Radmila Šekerinska – makedonská politička
- Radmila Kleslová – česká politička